# Yoma foliacea
Yoma foliacea är en fjärilsart som beskrevs av Hans Fruhstorfer 1912. Yoma foliacea ingår i släktet Yoma och familjen praktfjärilar. Inga underarter finns listade i Catalogue of Life.